# Herona sumatrana
Espèce
Herona sumatrana est un lépidoptère appartenant à la famille des Nymphalidae, à la sous-famille des Apaturinae et au genre Herona.

## Dénomination
Herona sumatrana a été nommé par Moore en 1881.

### Noms vernaculaires
Herona sumatrana se nomme ? en anglais.

### Sous-espèces
- Herona sumatrana sumatrana à Sumatra.
- Herona sumatrana djarang Fruhstorfer, 1893 ; à Nias.
- Herona sumatrana dusuntua Corbet, 1937; en Malaisie.
- Herona sumatrana pringondani Fruhstorfer, 1893 ; à Bali.
- Herona sumatrana schoenbergi Staudinger ; à Bornéo[1].

## Description
C'est un grand papillon de couleur marron doré dans sa partie basale, largement marqué de blanc sauf à l'apex des antérieures.

## Écologie et distribution
Il est présent en Asie du sud-est en Malaisie et à Bornéo, Java, Sumatra, Nias et Bali.